# 3234 Hergiani
A 3234 Hergiani (ideiglenes jelöléssel 1978 QO2) a Naprendszer kisbolygóövében található aszteroida. Nyikolaj Sztyepanovics Csernih fedezte fel 1978. augusztus 31-én.